# Chazelles-sur-Lavieu
Chazelles-sur-Lavieu település Franciaországban, Loire megyében. Lakosainak száma 255 fő (2022. január 1.). Chazelles-sur-Lavieu Verrières-en-Forez, Gumières, Lavieu, Margerie-Chantagret és Saint-Jean-Soleymieux községekkel határos.

## Népesség
A település népességének változása:
| Lakosok száma | 259  | 174  | 156  | 228  | 279  | 293  | 272  | 258  | 254  | 255  |
|               | 1968 | 1982 | 1990 | 2006 | 2013 | 2015 | 2017 | 2019 | 2020 | 2022 |